# Tlačni cjevovod
Tlačni cjevovod (engl. penstock) je čelični cjevovod (dio cijevi može biti i betonski) hidroelektrane, koji je postavljen koso ili u nekim slučajevima okomito, a služi da se voda provodi do strojarnice, te završava nesimetričnom račvom kojom se voda dijeli pojedinim vodnim turbinama.

## Tlačni cjevovod na hidroelektranama
Voda iz dovodnog tunela ili dovodnog kanala se dovodi vodnim turbinama nadzemnom ili podzemnom tlačnom cijevi. Taj je dio dovoda pod najvećim unutrašnjim tlakom, pa je skup i osjetljiv. Zato treba s posebnom pažnjom odabrati prolaz i način osiguranja. Kada se cijev polaze po površini terena, treba pronaći tlo koje se ne sliježe i koje nije ugroženo od klizanja i vanjskih ostećenja. Ako je kosina blago nagnuta, cijev je duga i skupa, a njena zaštita od vodnog udara složena. 

### Podzemni tlačni cjevovod
Podzemnim smještajem strojarnice smanjuje se duljina cijevi (može biti i okomita), pa su pogon hidroelektrane i gradnja cijevi jednostavniji. Za podzemne strojarnice dio cijevi može biti položen po površini, a samo donji dio ukopan u brdskom masivu. Put i tip tog dijela dovoda ovisi o položaju strojarnice, terenskim uvjetima, padu i troškovima gradnje. Položaj cijevi položene po površini osigurava se čvrstim točkama (blokovima) na mjestu loma cjevovoda, a između njih cijev se oslanja na sedla međusobno udaljena 10 do 15 metara. Blokovi su betonski, masivni, a kad je to moguće cijev se veže uz tlo čeličnim obujmicama i sidrima. Da se izbjegne djelovanje sila pobuđenih temperaturnim silama (toplinsko istezanje), stavljaju se iza blokova posebni dilatacijski komadi ili sastavi s brtvama, koji dopuštaju skraćivanje ili produljenje cijevi. Razmak blokova ne treba biti veći od 200 metara.
Podzemne su cijevi slobodno položene u rovu ili izbetonirane i zainjektirane. Rov za slobodno položenu cijev je obično kos, a za ubetoniranu je najčešće vertikalan, jer se tako smanjuje duljina, pojednostavljuje prijevoz i kontrola. Ako je stijenski masiv kompaktan, za ubetonirane cijevi može se računati da stijena preuzima dio opterećenja, što omogućava da se dopuštena naprezanja lima povećaju i do 30 %. Tada se postižu velike uštede na limu, mogu se izvesti cijevi većeg promjera i lakše je pronaći lim potrebne kvalitete. Teži se, u stvari, da lim ne bude deblji od 40 mm, da se može zavariti samo s unutrašnje strane. Tako se za ubetonirane cijevi smanjuje potreban međuprostor između zidova rova i lima cijevi na širinu od 300 mm. 
Za tlačni cjevovod hidroelektrana proizvode se specijalni limovi. U kosi rov mora se za prijevoz cijevi postaviti kolosijek, što produžava trajanje gradnje. Cijev se montira odozdo prema gore. Polucilindri se zavaruju na gradilištu i sastavljaju u komade cijevi do 6 metara. Kad je predviđeno ubetoniranje cijevi, najprije se čeličnim motkama fiksira njen položaj u rovu. Zatim se zavari, nakon toga se zavar ispituje, te nakon toga ubetonira. Zavari se kontroliraju ultrazvukom, a križni spojevi i rendgenskim snimanjem.
Injektira se na kontaktu čelik – beton i beton – stijena. To su vezne injekcije na sličnom principu kao u tunelu. Konsolidacijske injekcije izvode se onda kada su potrebne. Tlakovi su znatno niži (obično 2 do 4 bara), nego kad se injektira u tunelu, da se ne bi cijevi deformirale. Rupe u limu za injektiranje buše se već prije dopreme na gradilište i imaju posebne poklopce s navojem. Oni se nakon injektiranja zavaruju. Obično je jedna rupa na površini 5 do 7 m2 lima. 
Slobodno položene cijevi u rovu i vanjske cijevi moraju se zaštititi od korozije. Održavanje zahtijeva pranje vrućom vodom, antivegatativni premaz i isušivanje. 

### Vodni udar
Brzina vode u donjem kraju tlačnog cjevovoda ne bi trebala biti veća od 6 m/s, jer se tada pojavljuju poteškoće s vodnim udarom. U hidroelektranama s velikim padom potrebno je ograničiti porast tlaka koji nastaje vodnim udarom. To se u Peltonovim turbinama postiže otklanjačem mlaza. On brzo rasterećuje turbinu, a regulacijska igla može tada sporo zatvarati dovod vode. U Francisovoj turbini to se može postići regulatorom tlaka (sinkronim ispustom). Regulacijom trajanja zatvaranja tog ispusta može se porast tlaka smanjiti na iznos 10 do 15 % od statičkog tlaka. 
Ako je instalirani protok velik, uz veći pad mora se povećati broj cijevi, da bi se smanjio njihov promjer. U velikim hidroelektranama svaka vodna turbina ima obično i svoju tlačnu cijev. Kad su na ulazu u tlačnu cijev tablasti zatvarači, sve cijevi izlaze neposredno iz vodne komore. Ako ih je više od tri, tada se račvaju iza vodne komore, a zatvarači su cijevni i moraju se smjestiti u zasunskoj komori. Bilo da se račva nalazi iza vodne komore ili ispred turbine, treba da bude simetrična, da bi hidraulički gubici bili što manji. Izvedba donje račve je složen zadatak u hidroelektrani velikog tlaka.